# Eldar Kurtanydze
Eldar "Luka" Kurtanydze (gruzínsky ელდარ კურტანიძე), (* 16. duben 1972 v Suchumi, Sovětský svaz) je bývalý gruzínský zápasník volnostylař, dvojnásobný olympijský medailista z let 1996 a 2000.

## Sportovní kariéra
V dětství ho okouzlilo judo. V obci Gulrypš, ve které vyrůstal, však byl pouze oddíl řecko-římského "klasického" zápasu. V 9 letech začal s klasickým stylem pod vedením Giorgiho Goldavy, na volný styl se zaměřil v 15 letech pod vedením Šoty Kikabidzeho v Suchumi, kde studoval střední školu. V roce 1992 během Gruzínsko-abchazského konfliktu s matkou a sestrami Suchumi opustil (hlásí se ke gruzínské národnosti) a přesunul se do Tbilisi. Otec v Abcházii zůstal kvůli majetku, který nechtěl nechat ležet ladem. Od roku 1993 se Eldar Kurtanydze připravoval v Tbilisi v době složité ekonomické situace. V tomto období mu pomáhal se sportem neskončit bývalý sovětský volnostylař Guram Sagaradze. Po roce 2000 spolupracoval s trenérem Ivane "Vano" Nikoladzem.
V gruzínské seniorské reprezentaci se objevil poprvé v roce 1993. V roce 1996 si jako úřadující mistr Evropy zajistil účast na olympijských hrách v Atlantě, kde ho však ve druhém kole o bod porazil na mezinárodním poli neznámý Korejec Kim Ik-hui. Spadl do oprav, ze kterých nakonec postoupil do boje o třetí místo proti Slováku Jozefu Lohyňovi a vítězstvím získal bronzovou olympijskou medailí. S olympijskou medailí dostal nabídku zápasit v Německé bundeslize. Od roku 1997 žil v Německu, kde během let vystřídal několik klubů – KSV Witten 07, 1. Luckenwalder SC, KSV Germania Aalen.
V roce 2000 se kvalifikoval na olympijské hry v Sydney a po postupu ze základní skupiny se v semifinále utkal se Sagidem Murtazalijevem z Ruska. Vyrovnaný zápas rozhodla aktuální lepší forma ruského reprezentanta, který zvítězil o dva body. V boji o třetí místo se utkal s Polákem Markem Garmulewiczem a po vítězství obhájil bronzovou olympijskou medaili. V roce 2004 startoval na olympijských hrách v Athénách jako úřadující mistr světa, hned v úvodním zápase skupiny však o bod prohrál s Íráncem Alírezou Hajdarím a nepostoupil ze základní skupiny. Po olympijských hrách mu z Ruska přišla silná konkurence v podobě Giorgi Gogšelidzeho. Od roku 2006 mu nedobrovolně přepustil pozici reprezentační jedničky v těžké váze. V supertěžké, kam chtěl původně směřovat, se neprosadil především kvůli své na těžkou váhu velmi nízké postavě (cca 170 cm). Sportovní kariéru ukončil po roce 2009 a ještě v roce 2013 v 41 letech uvažoval o návratu do reprezentace. Od roku 2014 je prezidentem gruzínského zápasnické svazu.

## Výsledky
| Turnaj             | 1993             | 1994             | 1995             | 1996             | 1997       | 1998       | 1999       | 2000       | 2001       | 2002       | 2003       | 2004       | 2005       | 2006       | 2007       | 2008       | 2009       |
| Turnaj             | 21               | 22               | 23               | 24               | 25         | 26         | 27         | 28         | 29         | 30         | 31         | 32         | 33         | 34         | 35         | 36         | 37         |
| Turnaj             | lehká těžká váha | lehká těžká váha | lehká těžká váha | lehká těžká váha | těžká váha | těžká váha | těžká váha | těžká váha | těžká váha | těžká váha | těžká váha | těžká váha | těžká váha | těžká váha | těžká váha | těžká váha | těžká váha |
| ------------------ | ---------------- | ---------------- | ---------------- | ---------------- | ---------- | ---------- | ---------- | ---------- | ---------- | ---------- | ---------- | ---------- | ---------- | ---------- | ---------- | ---------- | ---------- |
| Olympijské hry     |                  |                  |                  | 3.               |            |            |            | 3.         |            |            |            | 8.         |            |            |            | —          |            |
| Mistrovství světa  | 2.               | 10.              | 8.               |                  | 3.         | 6.         | 6.         |            | 5.         | 1.         | 1.         |            | 2.         | 10.        | —          |            | —          |
| Mistrovství Evropy | 2.               | 6.               | 2.               | 1.               | 1.         | 1.         | 3.         | 9.         | 1.         | 2.         | 5.         | —          | 1.         | 3.         | —          | —          | 14.        |